# Recyclebank
Recyclebank — американская компания, которая с помощью игрофикации вдохновляет различные экологические программы (прежде всего, сортировка мусора в более 300 сообществах, экономия электричества, сокращение потребления воды), вознаграждает потребителей за выбор «зелёной» продукции и услуг, обучает людей и организации как вести более устойчивый образ жизни. Бонусные программы Recyclebank, охватывающие более 4,5 млн человек, предусматривают скидки на различные товары, подарочные карты и льготную подписку на журналы. Интернет-магазин OneTwine.com с помощью различных бонусов продвигает «зелёные» товары и услуги (также в нём можно приобрести товары на свои «мусорные баллы»).
В бизнес-модели Recyclebank власти экономят на переработке мусора, жители получают материальную мотивацию, а национальные сети и бренды имеют возможность реализовать свою социальную стратегию. Основной объём новых инвестиций направляется на оборудование дворов и домов специальными мусорными баками, оснащенных RFID-чипами. Штаб-квартира Recyclebank расположена в Нью-Йорке.

## История
Основатели компании Патрик Фицджеральд и Рон Гонен, изучив положение дел в Нью-Йорке, пришли к заключению, что моральных обязательств и сострадания горожан к окружающей среде мало для того, чтобы переработка отходов стала их постоянной привычкой. Вместо того, чтобы тратить деньги на различные кампании и социальную рекламу, они решили платить непосредственно людям. В 2004 году Фицджеральд и Гонен создали компанию Recyclebank, которая с помощью потребительской бонусной программы связала обывателей и индустрию переработки мусора (начальный капитал внёс Колумбийский университет). Домашние хозяйства получали кредит за тот вес мусора, который они переработали (учёт вёлся через специальную микросхему, вмонтированную в мусорный контейнер). Этот кредит можно было обменять на купоны различных компаний. Часть доходов Recyclebank получал от розничных сетей, где отоваривались купоны, часть — от мусорных операторов.
Горожане, участвовавшие в программе Recyclebank, могли через интернет проверить свой «баланс» и обменять купоны на наличные (максимум 25 долларов в месяц или 400 долларов в год) в сетях Starbucks, The Home Depot, Bed Bath & Beyond. The Coca-Cola Company через свой фонд организовала приём пожертвованных купонов на экологические программы в школах и библиотеках. Когда Recyclebank в 2006 году выходил на рынок сортировки мусора Филадельфии, он также договорился о приёме купонов с несколькими рынками и магазинами. Успех программы Recyclebank позволил Фицджеральду и Гонену продать франшизу нескольким муниципалитетам и частным мусорным компаниям в других штатах страны. Также Recyclebank начал выдавать гранты уникальным экологическим проектам, которые затрагивают школы, учащихся и сообщества (партнёр программы, бумажная компания Domtar Corporation, помогает реализовать лучшие проекты, финансируя их внедрение в сообществах, и предоставляет «зелёную» бумагу тем школам, которые наиболее активно участвовали в программе). В 2009 году Recyclebank вышел на рынок Великобритании, в 2014 году запустил интернет-магазин «зелёных» товаров и услуг OneTwine.com.